# 해에게서 소년에게 (영화)
"해에게서 소년에게"는 2015년에 개봉한 대한민국의 영화이다.

## 캐스팅
- 신연우: 시완 역
- 김호원: 전도사 승영 역
- 김가현: 민희 역
- 김영선: 민희 모 진숙 역
- 강찬양: 선생님 역

## 수상
- 2015년 제16회 전주국제영화제 아시아영화진흥기구상